# 劉易斯鎮區 (愛荷華州波特瓦特米縣)
劉易斯鎮區（英語：Lewis Township）是位於美國愛荷華州波特瓦特米縣的一個行政鎮區。

## 地方資料
根據2010年美國人口普查的數據，劉易斯鎮區的面積為132.43平方千米，當中陸地面積為125.30平方千米，而水域面積為7.13平方千米。當地共有人口12954人，而人口密度為每平方千米97.82人。